# DRG Baureihe 03
De Baureihe 03, was een serie stoomlocomotieven die gebouwd zijn voor de Deutsche Reichsbahn Gesellschaft volgens het conceptplan Einheitsdampflokomotiven, een meerjarenplan voor de bouw van verschillende gestandaardiseerde stoomlocomotieven.

## Geschiedenis
De locomotieven van de serie 03 zijn gebouwd tussen 1930 en 1938 als sneltreinlocomotieven met een asdruk tot 18 ton. Hierdoor waren de locs geschikt voor secundaire baanvakken met een lichte bovenbouw. De constructie van deze locomotief heeft veel overeenkomsten met de constructie van de zwaardere serie 01 met een asdruk van 20 ton. Machinisten spraken daarom weleens over de locs als een "lichte 01". Er werden in totaal 298 locomotieven gebouwd door de volgende bedrijven:
- Borsig
- Krupp
- Henschel
- Schwartzkopff tot 1932
  - Berliner Maschinenbau AG na 1932

Na de oorlog waren er 145 locomotieven bij de Deutsche Bundesbahn (DB) en 86 locomotieven bij de Deutsche Reichsbahn (DR). De 34 locomotieven die in Polen achterbleven werden door de Polskie Koleje Państwowe (PKP) als Pm2 ingedeeld.

## Constructie en techniek
De locomotief heeft een stalen barframe en net als de serie 01 een asindeling van 2'C1', dus voor een loopdraaistel met twee loopassen, dan drie aangedreven en gekoppelde assen en achter nog een beweegbare loopas. De ketel was duidelijk iets smaller dan die van de serie 01. De twee cilinders dreven de tweede gekoppelde as aan. Ze waren gekoppeld aan een eenheidstender van het type T30, T32 of T34.
Gekoppeld aan een tender T30 kwamen de locs tot aan het begin van de jaren zestig met personen- en D-treinen in Arnhem, de draaischijf aldaar was te klein om locs te keren die gekoppeld waren aan de grote tender type T32 en T34.
Net als bij de serie 01, waaruit de serie 01.10 werd ontwikkeld, stond deze serie model voor het ontwerp van een iets snellere versie met 3 cilinders wat zou resulteren in de serie 03.10.
In 1968 werd de serie in principe omgenummerd in 003, maar omdat de afvoer van deze locs toen al in volle gang was behielden een paar locs hun oorspronkelijke nummer. Vanuit depot Ulm reden de laatste locs in 1971 nog enkele lichte snel- en personentreinen.

### Nummers
De volgende locomotieven zijn bewaard gebleven:
| Lijst van de 03 |                  |                       |                          |                     |                       |
| Nummer DRG      | Eigenaar na 1945 | Nummer na 1968 / 1970 | Huidige eigenaar         | Standplaats         | Opmerkingen           |
| 03 001          | DR               | 03 2001-0             | DR                       | Bw Dresden-Altstadt |                       |
| 03 002          | DR               | 03 2002-8             | EM Rügen                 | EM Prora (Rügen)    |                       |
| 03 098          | DR               | 03 2098-0             | TM                       | TM Speyer           |                       |
| 03 131          | DB               | 003 131-0             | DDM                      | DDM Neuenmarkt      |                       |
| 03 155          | DR               | 03 2155               | Wedler & Franz GbR (WFL) | EM Dieringhausen    |                       |
| 03 188          | DB               | 003 188               | VM Nürnberg              | Kirchheim           | Standbeeld locomotief |
| 03 204          | DR               | 03 2204               | LDC                      | Bw Cottbus          |                       |
| 03 243          | DR               | 03 2243               | DLW Meiningen            | DLW Meiningen       |                       |
| 03 295          | DR               | 003 2295              | privé                    | EM Augsburg         |                       |

- (stand 2011)

## Treindiensten
Deze locomotieven werden hoofdzakelijk gebruikt voor het personenvervoer.

## Modellen
Diverse modelfabrikanten hebben of hadden een model in de schalen HO en N van de baureihe 03 in hun programma. Van de jaren 50 tot '60 waren dit veelal ruwe metalen modellen. Van de HO-modellen zijn die van Fleischmann en Märklin door hoogwaardig spuitgietwerk zeer getrouwe schaalmodellen.

## Foto's

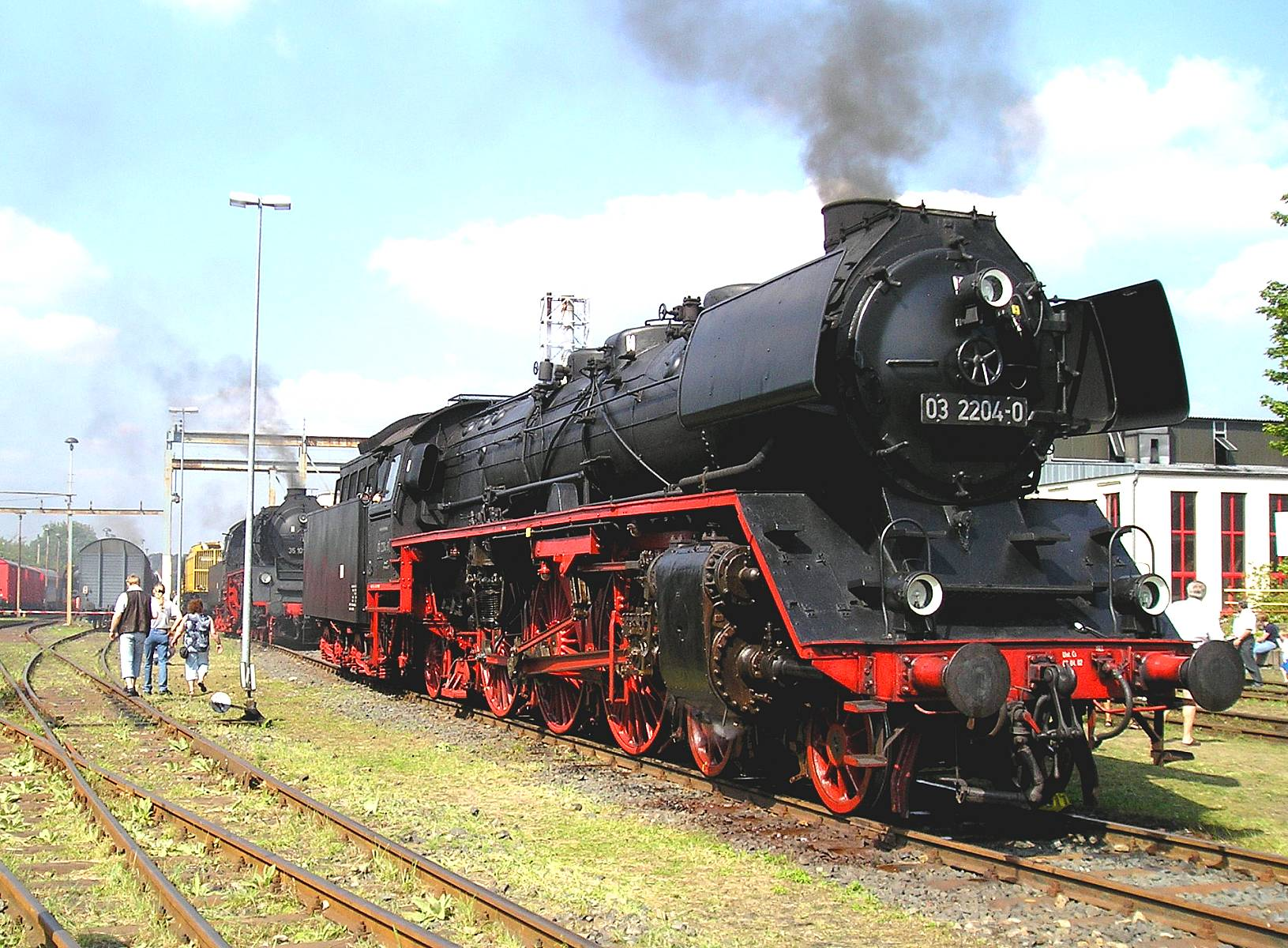
03 2204
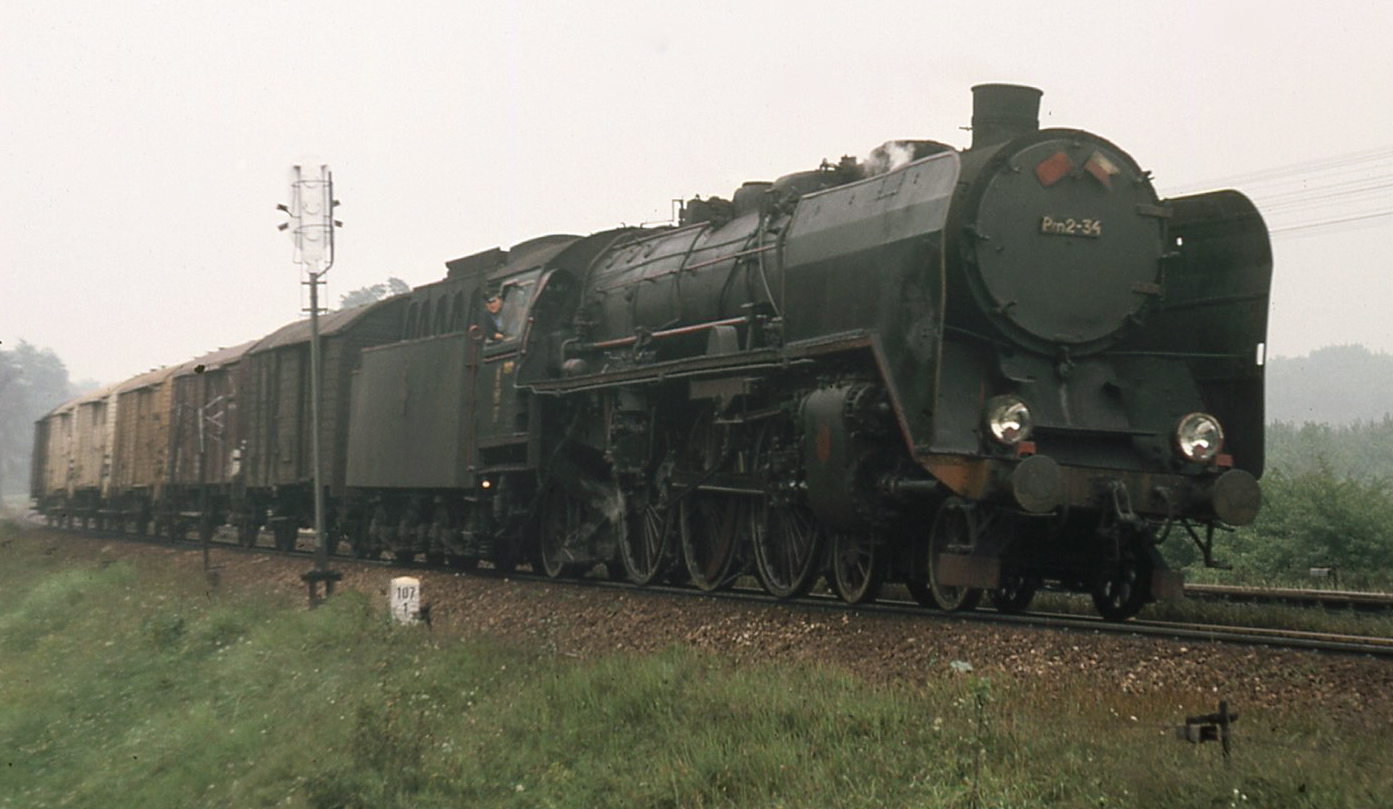
PKP Pm2-34 in Thorn, Polen, 1976